# Ugolino Visconti
Pour les articles homonymes, voir Visconti.
 Ugolino Visconti  dit Nino Visconti, né à Pise vers 1265 et  mort à Gallura en 1296  est un noble pisan, dernier Juge effectif de Gallura de 1275 à 1296.

## Origine
Nino Visconti appartient à la famille pisane des Visconti qui s'était implantée dans le Judicat de Gallura au début du XIIIe siècle. Il est le fils du Juge Giovanni Visconti et d'une fille d'Ugolin della Gherardesca

## Règne
En Sardaigne il succède à son père le juge Giovanni Visconti de Gallura dit « Chianu » en 1275  dans le contrôle  du Judicat de Gallura et d'un tiers de celui de Cagliari. Il est également un citoyen de la république de Pise, parmi les plus puissantes du parti des Guelfes et il est associé au gouvernement de son grand-père maternel Ugolin della Gherardesca avec le titre de  « recteur et gouverneur de la commune » en 1286.Il réforme le « Breve Communis Pisani » et le « Breve populi Pisani », afin d'instaurer un gouvernement seigneurial restreint cherchant à arrêter l'organisation des corporations des  « 7 Arts majeurs » (italien: Arti de Calimala) afin de favoriser celles plus populaires et artisanales des « Arts mineurs » (italien: Arti minori ). Il s'oppose ainsi à la politique de son grand-père en se présentant comme un défenseur de la liberté. Nino Visconti est assiégé dans la tour de Caprona et chassé de Pise en 1288 par l'archevêque Ruggeri degli Ubaldini et par la noblesse Gibeline qui s'étaient momentanément alliés avec Ugolin della Gherardesca.
Revenu en Sardaigne Nino Visconti tente en vain en 1294 de s'imposer en Arborée, allié avec les habitants de Sassari, les Malaspina et Branca Doria. Il meurt vraisemblablement en 1296 à l'âge de 31 ans. Trois ans après son cœur est transporté à Lucques où il est inhumé le 9 janvier 1298 dans l'église San Francesco où une plaque murale commémore l'événement .

## Union et postérité
Nino Visconti épouse Béatrice d'Este (morte en 1334) fille d'Obizzo II d'Este seigneur de Ferrare dont une fille Giovanna qui épouse Riccardo da Camino (mort en 1312). Béatrice d'Este épouse en secondes noces Galéas Ier Visconti de Milan dont Azzon Visconti qui revendique l'héritage de la famille homonyme des Visconti de Gallura.

## Nino Visconti dans laDivine Comédie
Le « Giudice Nin gentil » est évoqué par Dante dans sa Divine Comédie dans le Chant VIII du Purgatoire, § 53 et suivants, avec son épouse Béatrice  et sa fille Giovanna. Dante l'a vraisemblablement connu lors des  luttes entre Guelfes et Gibelins en Toscane au cours de la décennie 1290 et il décrit ainsi leurs retrouvailles: « Il s'approche de moi et moi de lui, noble juge Nino, combien je suis heureux quand je vois que tu n'es pas au nombre des damnés ! ».
Nino demande ensuite au poète qu'il intervienne auprès de sa fille Giovanna qui « a un cœur pur » afin qu'elle adresse au ciel des prières en sa faveur. Par contre vis-à-vis de sa femme Béatrice qui « a interrompu son veuvage » pour épouser Galéas Visconti fils du seigneur de Milan il ne manifeste aucune jalousie indiquant simplement qu'il « est facile de comprendre combien chez les femmes le feu de l'amour dure peu si la vue ou les caresses ne l'entretient pas ». Il manifeste surtout du dépit que le second mari de Béatrice soit un Gibelin. Concluant qu' « elle ne lui fera pas, la vipère qui conduit les troupes de Milan des obsèques aussi belles que celles que lui aurait fait le coq de Gallura  ».

## Sources
- (it) Cet article est partiellement ou en totalité issu de l’article de Wikipédia en italien intitulé « Nino Visconti » (voir la liste des auteurs), édition du 10 juin 2014.
- (en) Site de I. Mladjov Medieval Sardinia (Sardegna) Consulté le 4 avril 2014.
- (en) Giovanni & Ugolino Visconti sur le site Medieval Lands Consulté le 11 juin 2014.